# Gilotina
Gilotina es un personaje femenino extraterrestre ficticio, creado para la editorial DC Comics y fue creado por el escritor, guinosita y dibujante de historietas Jack Kirby, el personaje debutó en las páginas de Mister Miracle Vol. 1 #8 (mayo de 1972)

## Biografía del personaje ficticio
Gilotina es una guerrera de Apokolips, miembro de las furias femeninas, Gilotina fue elegida como un miembro menor y de la reserva, además trabajó con las demás miembros reclutas jóvenes del grupo: Malice Vundabar, Speed Queen y Bloody Mary. Gilotina tenía la habilidad de cortar cualquier cosa con sus manos, de ahí en adelante su nombre, pero también está armada con unas espadas. Finalmente sería abandonada por las furias después de que fallase una misión en la que hacía parte, y terminó siendo reclutada por el proyecto CADMUS. Poco tiempo después regresó con las furias en su regreso a Apokolips.
Reincorporándose a las furias, Gilotina pudo ascender entre sus filas principales. Como líder de campo de un equipo de furias, fue puesta a cargo de probar a un nuevo recluta potencial llamada Precious. Ella y las furias lucharían contra Precious, pero Precious demostró ser indigna y rápidamente sería asesinada. Después del secuestro de Supergirl, Gilotina lideraría un equipo de furias en la batalla contra su exlíder Big Barda y su aliada Wonder Woman. El destino de su grupo de furias tras la derrota, es desconocida.

## Poderes y habilidades
Gilotina es capaz de cortar casi cualquier material con sus propias manos, además lleva un par de espadas. Ella también es una excelente artista marcial entrenada, y se especializa en el combate sin armas.

## Apariciones en otros medios
- Gilotina aparece en la película animada de Superman/Batman: Apocalypse, donde aparece como miembro de las furias femeninas. Gilotina aparece intentando matar a Big Barda, pero es detenida por Wonder Woman.